# 愛 Just on my Love
「愛 Just on my Love」（あい ジャスト・オン・マイ・ラブ）は、1998年10月7日にBMGジャパンより発売されたシャ乱Qの17枚目のシングル。規格品番：BVDR-11010。

## 概要
前作「ためいき」から5ヶ月ぶりのリリース。「シングルベッド」以来4年ぶりのアニメタイアップ。
作詞・作曲・プロデュースはつんくが担当。つんくの提案により、夏まゆみの振付によるダンスを取り入れた。
本作発売後、ベース・しゅうが脱退したため、本作が5人体制では最後のシングルとなった。

## 収録曲
全作詞・作曲：つんく
1. 愛 Just on my Love
編曲：前嶋康明・シャ乱Q
2. やっぱり
編曲：小西貴雄・シャ乱Q
3. 愛 Just on my Love （inst.）

## タイアップ
- TBS系アニメ『魔術士オーフェン』前期オープニングテーマ（1998年10月〜12月）(#1)

## 収録アルバム
- ベストアルバム おまけつき '96〜'99 (#1)
- BEST OF HISTORY (#1)
- GOLDEN☆BEST シャ乱Q (#1,2)